# Eduardo Cativiela Pérez
Pour les articles homonymes, voir Perez.
Eduardo Cativiela Pérez (Saragosse, 1888 - Saragosse, 1974), est un ethnographe et photographe espagnol.

## Collections, archives
- Musée de Saragosse